# Специальный
«Специальный» (англ. The Outer Limits: The Special One) — телефильм, 28 серия 1 сезона телесериала «За гранью возможного» 1963—1965 годов. Режиссёр: Герд Освальд. В ролях — Ричард Нэй, Флип Марк, Макдональд Кэри, Мэрион Росс и Эдвард Платт.

## Сюжет
Рой и его жена Агги рады и одновременно озадачены, когда они встречают некоего мистера Дзено, который объясняет им, что он — правительственный наставник, посланный, чтобы развивать способности их одарённого сына Кенни. Рой встревожен, когда узнаёт, что Кенни изучает вещи, не принятые земной наукой. Когда Рой обнаруживает, что правительственный отдел образования ничего не знает о никаком «мистере Дзено», он начинает оказывать сопротивление наставнику, но обнаруживает, что тот — инопланетянин, перевоспитывающий детей согласно плану по захвату планеты. У Кенни теперь есть сверхчеловеческое знание, и теперь неизвестно, на чьей стороне его привязанности.
Фильм завершается фразой:
Характер человека происходит из детского разума. Педагоги и императоры знали это с незапамятных времен. Так получайте же тиранов.